# Chambilly
Chambilly ist eine französische Gemeinde mit 471 Einwohnern (Stand 1. Januar 2022) im Département Saône-et-Loire in der Region Bourgogne-Franche-Comté.

## Lage
Chambilly liegt auf dem Westufer der Loire gegenüber dem Ort Marcigny in einer Höhe von etwa 250 Metern ü. d. M. in der alten Kulturlandschaft des Brionnais. Der Ort befindet sich etwa 25 Kilometer (Fahrtstrecke) südwestlich von Paray-le-Monial bzw. etwa 33 Kilometer nördlich von Roanne. An der nördlichen Gemeindegrenze verläuft der Loire-Zufluss Urbise. Das Gemeindegebiet wird auch vom Schifffahrtskanal Canal de Roanne à Digoin durchquert. Die sehenswerten Orte Anzy-le-Duc, Semur-en-Brionnais, Iguerande, Montceaux-l’Étoile und Saint-Julien-de-Jonzy liegen allesamt im Umkreis von etwa 15 Kilometern; Charlieu liegt etwa 24 Kilometer südöstlich.

## Bevölkerungsentwicklung
| Jahr      | 1962 | 1968 | 1975 | 1982 | 1990 | 1999 | 2006 |
| Einwohner | 637  | 729  | 661  | 600  | 516  | 497  | 518  |

Im 19. Jahrhundert hatte der Ort zeitweise mehr als 1.000 Einwohner. Die Reblauskrise und die Mechanisierung der Landwirtschaft sorgten seitdem für einen deutlichen Bevölkerungsrückgang.

## Wirtschaft
Die hügelige Umgebung von Chambilly war stets landwirtschaftlich geprägt, wobei bis ins 19. Jahrhundert hinein auch Weinbau betrieben wurde. Inzwischen spielt die Zucht von Charolais-Rindern eine große Rolle. Der Ort selbst blieb bis ins frühe 20. Jahrhundert hinein das Handwerks-, Handels- und Dienstleistungszentrum für die Weiler und Einzelgehöfte der Umgebung.

## Sehenswürdigkeiten
- Die Pfarrkirche Saint-Didier ist ein dreischiffiger, aus Bruchsteinen errichteter Bau des 16. Jahrhunderts mit einem vorgebauten Turm aus dem 19. Jahrhundert.